# گواردیسک
شهر گواردیسک (به روسی: Гвардейск) در کشور روسیه و در اوبلاست کالینینگراد واقع شده‌است.